# Nogometna reprezentacija Nijemaca iz Južnog Tirola
Nogometna reprezentacija Nijemaca iz Južnog Tirola predstavlja njemačku i ladinsku nacionalnu manjinu i iz autonomne pokrajine Južni Tirol u Italiji.
Trenutačni izbornik: 
Osnovana:

## Sudjelovanja na natjecanjima
Sudionici su Europeade, europskog prvenstva nacionalnih manjina koje se održalo u Švicarskoj od 31. svibnja do 7. lipnja 2008. godine. Već prije samog početka prvenstva, smatralo ih se favoritima.
Na tom prvenstvu, reprezentacija južnotirolskih Nijemaca je postala europskim prvakom. U završnom susretu u Churu su pobijedili reprezentaciju vojvođanskih Hrvata s 1:0, pri čemu je prestroga sudačka odluka (isključenje igrača) uvelike prikratila protivničku stranu u borbi za zlato
Na Europeadi 2012. godine predstavljali su njemačku manjinu iz Južnog Tirola, i bili su branitelji naslova. Naslov su obranili.
Igrali su u sastavu bez profesionalnih igrača, budući im nije omogućen nastup na Europeadi, tako su morali povući igrače iz FC Südtirola i inih B-ligaša.

## Vanjske poveznice
- ORF  Arhivirana inačica izvorne stranice od 13. srpnja 2011. (Wayback Machine) Južnotirolci su dobili EP manjin, 8. lipnja 2008.
- (njem.) Swissinfo[neaktivna poveznica] Südtiroler gewinnen Europeada 08
- (njem.) Europeada Službene stranice Europeade 2008.
- (engl.) Flickr[neaktivna poveznica] Južni Tirolci na Europeadi 2012.